# Rio Bogata (Olt)
O Rio Bogata é um rio da Romênia afluente do Rio Olt, localizado no distrito de Braşov.